# Bryum rhexodon
Bryum rhexodon är en bladmossart som beskrevs av Ingebrigt Severin Hagen 1908. Bryum rhexodon ingår i släktet bryummossor, och familjen Bryaceae. Inga underarter finns listade i Catalogue of Life.